# Liste des voies de Versailles

## Voies du quartier des Chantiers
- Place du 8-Mai-1945
- Rue de l'Abbé-Rousseaux
- Rue Alexis-de-Tocqueville
- Rue de l'Assemblée-Nationale
- Rue Benjamin-Franklin
- Impasse des Chantiers
- Rue des Chantiers
- Rue du Chemin-de-Fer
- Parvis Colonel-Arnaud-Beltrame
- Rue Edmé-Frémy
- Rue Édouard-Charton
- Rue Édouard-Lefèbvre
- Passage des Étangs-Gobert
- Rue des Étangs-Gobert
- Rue des États-Généraux
- Place des Francine
- Passage de la Gare
- Impasse des Gendarmes
- Avenue du Général-de-Gaulle
- Passage des Jardins
- Rue Jean-Mermoz
- Rue de Limoges
- Allée de Marivel
- Rue Ménard
- Rue de Noailles
- Impasse Nungesser-et-Coli
- Avenue de Paris
- Rue de la Patte-d'Oie
- Square du Père-Salone
- Place Poincaré
- Rue de la Porte-de-Buc
- Impasse Saint-Henri
- Avenue de Sceaux
- Rue du Vautrait
- Rue de Vergennes

## Voies du quartier Notre-dame
- Avenue de Saint-Cloud
- Rue des Réservoirs
- Rue Hoche
- Rue du Maréchal Foch
- Rue de la Paroisse
- rue des Deux Portes
- rue Carnot
- Place d'Armes
- Place du Marché Notre-Dame